# Olea de Boedo
Olea de Boedo è un comune spagnolo di 44 abitanti situato nella comunità autonoma di Castiglia e León.